# XHPAH-TV
Canal 12.1 (XHPAH-TV) es una estación de televisión pública que actúa el estado de Hidalgo, México.

## Historia
El 24 de noviembre de 1982. Se publicó en el Periódico Oficial, que dice:

Se crea el “Canal de Televisión del Gobierno del Estado de Hidalgo”, como un Organismo Público Descentralizado, con personalidad jurídica y patrimonio propio, y con residencia en la Ciudad de Pachuca de Soto, Capital del Estado de Hidalgo.

Actualmente el canal llega a todo el estado. Es conocido también como Canal 12.1 Pachuca, señal local de televisión que sintoniza en el canal digital 12.1 en todo el estado de Hidalgo. A cargo del Gobierno del Estado de Hidalgo a través de Radio y Televisión de Hidalgo.

## Repetidoras
| Señal     | Canal Físico | Canal Virtual | Ciudad            | Potencia |
| XHHUH-TDT | 27           | 12.1          | Huejutla de Reyes | 3.06 kW  |
| XHIXM-TDT | 22           | 12.1          | Ixmiquilpan       | 2.04 kW  |
| XHPAH-TDT | 21           | 12.1          | Pachuca           | 9.32 kW  |
| XHTOH-TDT | 23           | 12.1          | Tepeapulco        | 1.03 kW  |
| XHTHI-TDT | 14           | 12.1          | Tula de Allende   | 1.08 kW  |
| XHTUH-TDT | 22           | 12.1          | Tulancingo        | 1.5 kW   |

Fuera del Aire

Estas 5 señales no pasaron a Televisión Digital Terrestre (TDT).
| Señal    | Canal | Ciudad           | Potencia |
| XHAMH-TV | 6     | Atotonilco       | 1 kW     |
| XHMOH-TV | 7     | Molango          | 1 kW     |
| XHPFH-TV | 6     | Pisaflores       | 1 kW     |
| XHTDA-TV | 10    | Tenango de Doria | 1 kW     |
| XHZAH-TV | 5     | Zacualtipan      | 1 kW     |

## Programación
Su programación consiste principalmente de los contenidos y documentales culturales y educativos, la mayoría de ellos producidos por el Canal 22, Once TV , TV UNAM y DW Español.
Actualmente igual transmite los programas de Aprende en casa 3